# Ségrégation par les tests d'aptitude à la lecture et à l'écriture aux États-Unis
Les tests d'aptitude à la lecture et à l'écriture (anglais : literacy tests) aux États-Unis désignent des épreuves de maîtrise de lecture et de compréhension de l'anglais administrés aux seules minorités afro-américaines, hispaniques et latino-américaines et amérindiennes pour les empêcher de s'inscrire sur les listes électorales. 
C'est un des dispositifs ségrégationnistes issus des lois Jim Crow pour entraver l'effectivité des droits des Afro-Américains garantis par le treizième amendement du 6 décembre 1865 abolissant l'esclavage, le quatorzième amendement de 1868, accordant la citoyenneté à toute personne née ou naturalisée aux États-Unis et interdisant toute restriction à ce droit, et le Quinzième amendement de 1870, garantissant le droit de vote à tous les citoyens des États-Unis. Sous l'influence de groupes suprémacistes blancs cette mesure sera élargie aux minorités hispaniques / latino-américaines et aux Amérindiens. 
Cette pratique discriminatoire a été abolie par le Civil Rights Act de 1964 et le Voting Rights Act de 1965.

## Histoire et contexte

### La situation des Afro-Américains au lendemain de l'Indépendance
Selon le premier recensement de population, réalisé en 1790 aux États-Unis, il y a 753 430 Afro-Américains — dont 59 166 sont libres — pour 3 140 207 Blancs, le nombre des esclaves représente 18 % de la population totale,. La grande majorité des esclaves, 89 % vivent dans les états du Sud (Géorgie, Caroline du Nord, Caroline du Sud, Virginie) là où se concentrent les plus forts besoins de main d'œuvre liés aux grandes plantations, alors que la population d'esclaves diminue fortement dans les états du Nord, voire disparaît complètement dans le Vermont et le Massachusetts. Une fois que l'indépendance fut acquise, les différents états établirent des Codes de l'esclavage (Slave Codes) afin de pouvoir maîtriser et contrôler les esclaves et optimiser leurs travaux. Ainsi un esclave ne pouvait ni ester en justice ni témoigner dans un procès sauf contre un autre esclave ou un affranchi, ne pouvaient pas signer de contrats, ne pouvaient généralement rien posséder en propre ; dans certains états comme celui du Mississippi il leur était interdit de jouer d'un instrument de musique ou d'apprendre à lire et écrire. L'instruction des esclaves était la plupart du temps le fait de leurs propriétaires, de rares écoles seront accessibles aux esclaves vers les années 1840, au contingentement limité et avec bien entendu une autorisation de leurs propriétaires qu'ils doivent toujours avoir sur eux. Seuls les Afro-Américains libres des états anti-esclavagistes peuvent s'instruire dans des écoles la plupart du temps ségréguées. Les relations des esclaves aux Blancs étaient réduites au strict minimum, lors de leur temps de repos aucune assemblée ne pouvait se tenir sans la présence d'un Blanc, la moindre incartade était sanctionnée par le fouet et la peine de mort à la moindre rébellion, leur liberté d'aller et venir était contrôlée par une police des esclaves. Dans certains états, l'arbitraire des propriétaires était régulé par des tribunaux dédiés aux crimes et délits commis par les esclaves, tribunaux où dans le meilleur des cas les jurés étaient tous blancs et dans le pire des cas étaient aux mains des propriétaires d'esclaves, les peines étaient le plus souvent le fouet, afin d'éviter un temps de prison pendant lequel l'esclave ne travaillerait point, la peine de mort visait des crimes bien précis vol à main armée, viol, rébellion, cela encore pour préserver la main d'œuvre.

### La proclamation d'émancipation de 1863

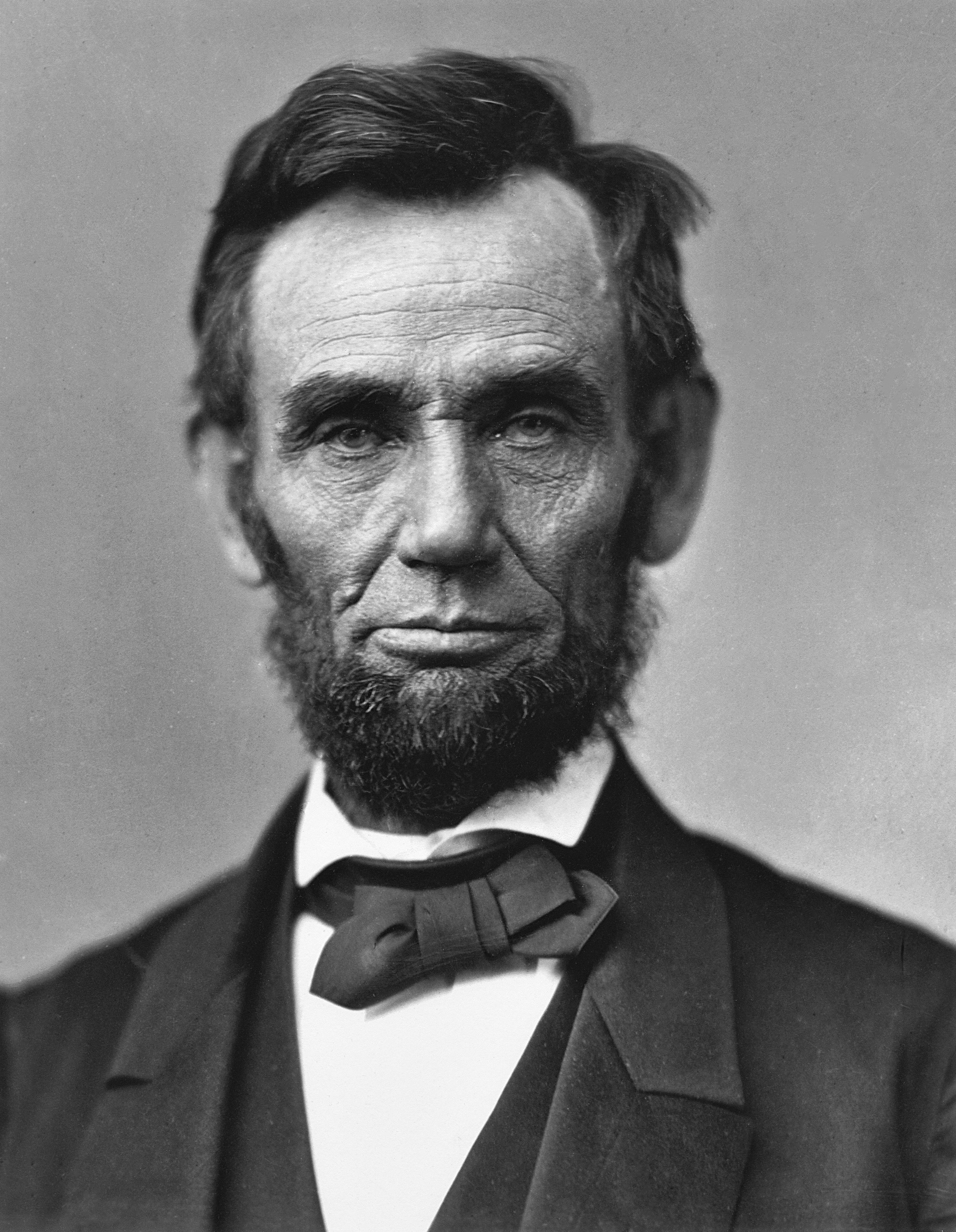
Abraham Lincoln.

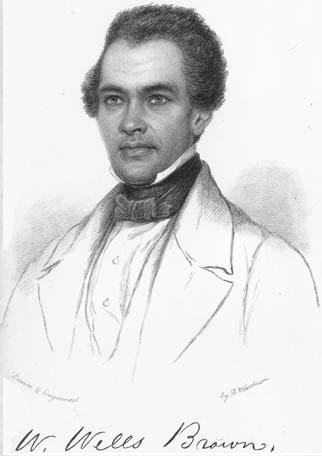
William Wells Brown.

Le président Abraham Lincoln mène une politique d'émancipation progressive basée sur le volontariat avec des compensations financières pour ménager les états esclavagistes fidèles à l'Union : le Missouri, le Kentucky, le Maryland et le Delaware. Il lui faut également maintenir sa majorité composée de Républicains et de Démocrates. Si globalement les Républicains sont anti-esclavagistes, en revanche, les Démocrates du nord sont divisés sur la question comme l'ont montré l'élection présidentielle de 1860. Aussi il propose un compromis en proposant une émancipation progressive pour les états esclavagistes avec un versement de compensation pour les propriétaires. Pour cela il fait sa proposition auprès d'élus du Missouri, du Kentucky , du Maryland et du Delaware, ils répondent par une fin de non-recevoir et de l'autre côté la proposition déclenche une colère des élus républicains abolitionnistes. Ne trouvant pas de consensus, Lincoln va trancher, le 18 juin 1862, il signe une déclaration abolissant l'esclavage sur les territoires, le 17 juillet 1862, il signe une déclaration qui devient une loi affranchissant tout esclave fugitif. Puis avec son secrétaire d'état William H. Seward et son secrétaire du Trésor Salmon P. Chase il étudie le contenu d'une proclamation abolissant l'esclavage sur l'ensemble des États-Unis qui soit prête pour janvier 1863. Les divers succès militaires contre les armées confédérées lèvent tout obstacle. Le 31 décembre 1862, se tient au Tremont Temple (en) de Boston, une assemblée représentative d'abolitionnistes blancs comme afro-américains, y sont présents parmi d'autres : Frederick Douglass, William Lloyd Garrison, Harriet Beecher Stowe, William Wells Brown, Charles Bennett Ray (en), tous sont au courant du contenu et de la date de la proclamation présidentielle et prient pour son succès. Le 1er janvier 1863, Abraham Lincoln signe la Proclamation d'émancipation. Si cette proclamation est une avancée certaine, elle mécontente des élus abolitionnistes car elle ne prévoit pas l'accès à la citoyenneté américaine pour les affranchis. La proclamation déclenche un séisme dans les états du Sud, les esclaves fuient par dizaines de milliers, privant l'économie du sud d'une force de travail majeure. Au fur et à mesure que les lignes avancent dans les états du Sud, les esclaves s'enfuient des plantations et de leurs divers lieux de travail. Divers propriétaires d'esclaves se plaignent des actes de désertion ou d'insubordination et craignant des actes de représailles, beaucoup renonce à sanctionner ces actes.

### La fin de la guerre de sécession et le refus sudiste des droits civiques

#### LeXIIIeamendement
Quand le 9 avril 1865, les armées confédérées déposent les armes, c'est la victoire du Nord sur le Sud, mais aussi de la Constitution qui met fin à toute légitimité du droit à faire sécession, et enfin d'un repositionnement de la souveraineté de l'autorité fédérale. Lincoln est conforté dans sa politique abolitionniste après sa Proclamation d'émancipation, il va pouvoir conclure cette guerre civile par le XIIIe amendement. Amendement qui sera l'aboutissement de toutes les luttes abolitionnistes menées par les Blancs et par les Afro-américains depuis la création de la Pennsylvania Abolition Society à Philadelphie le 14 avril 1775 et par un renversement de situation du pouvoir économique.

##### Rappel

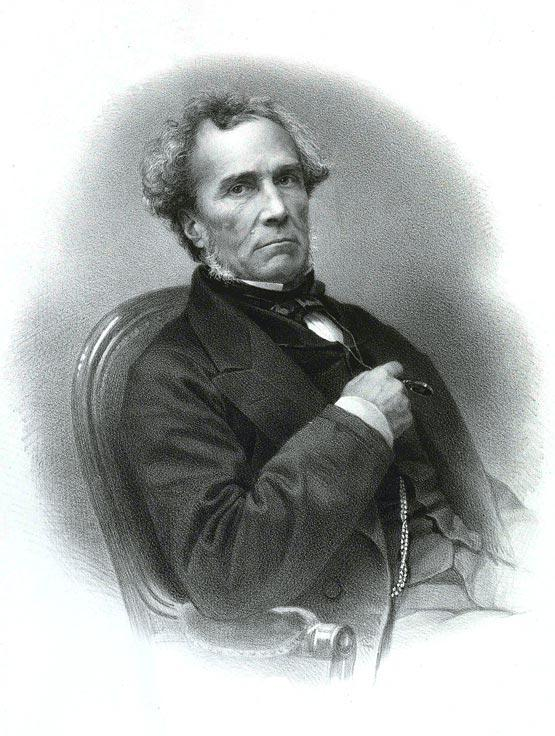
Gustave de Beaumont.

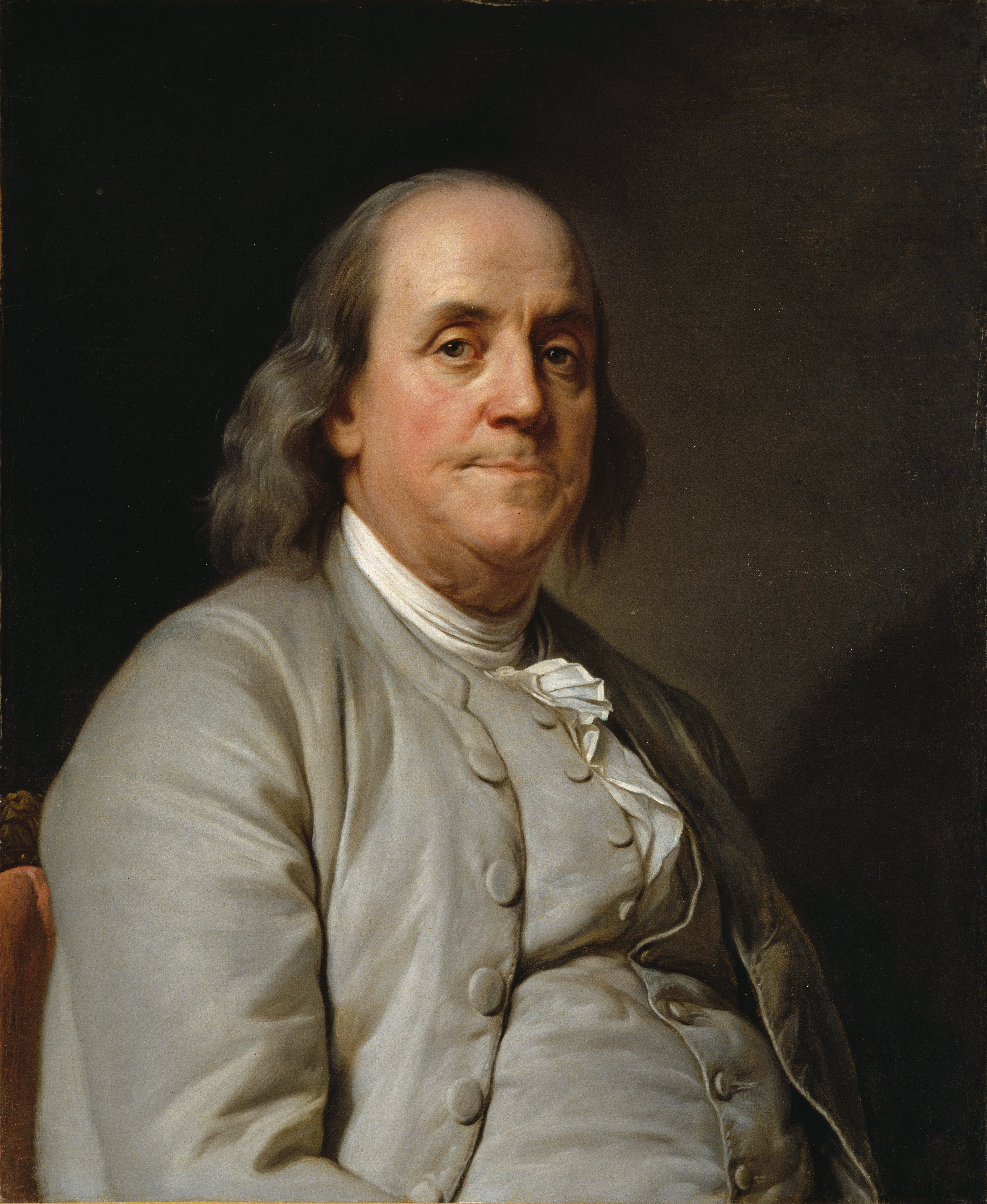
Benjamin Franklin.

Lors de l'élaboration de la Constitution américaine ce sont les propriétaires des états du Sud qui sont prospères grâce, entre autres, à leur production cotonnière et qui ont pu imposer leur droit à posséder des esclaves contre l'avis de Pères de la Nation comme Benjamin Franklin. Mais depuis, le Nord s'est industrialisé et s'est enrichi face à un Sud basé sur une économie agrarienne et latifundiaire, économie menacée par les productions cotonnières du Mexique,,,. Face à un Sud conservateur sur le déclin, de plus en plus d'Américains considèrent l'esclavage comme inhumain et surtout incompatible avec les concepts de liberté publique et de liberté individuelle. Cette contradiction entre les valeurs américaines et l'esclavage est souligné par le compagnon de route d'Alexis de Tocqueville lors de son voyage aux États-Unis, Gustave de Beaumont, qui dans son roman Marie ou l'esclavage aux États-Unis, tableau de mœurs américaines édité en 1840 souligne la contradiction entre un pays qui se revendique comme étant le modèle de la Démocratie et un pays où l'esclavage massif existe, où les esclaves sont privés de toutes les libertés et droits politiques, civils, naturels. La puissance des états du Nord abolitionnistes fait redouter que ceux-ci utilisent le pouvoir fédéral pour imposer son contrôle sur les états du Sud esclavagistes. La question de l'esclavage se redouble d'une question de droits des états vis à vis du Congrès de Washington.Le conflit politique et juridique sur l'esclavage s'intensifie jusqu'au milieu du XIXe siècle, les pamphlets se multiplient et les sudistes ont bien du mal à justifier l'esclavage, la tension trouve son dénouement avec la guerre de sécession.

##### La nécessité duXIIIeamendement
La proclamation d'émancipation est une décision de guerre et juridiquement elle n'est qu'une proclamation présidentielle, pour être effective de façon permanente, il faut qu'elle se transforme soit en loi du Congrès soit en amendement, dans le contexte et vu le changement de droits que cela entraînait il était nécessaire que l'abolition de l'esclavage devienne un amendement. Le 8 avril 1864, le Sénat vote la proposition puis le 31 janvier 1865, la Chambre des représentants adopte l’amendement après des débats houleux. Le Congrès ayant voté l'amendement il est présenté à Abraham Lincoln qui le signe pour promulgation le 1er février 1865. Ce n'est qu'une première étape, il faut qu'il soit ratifié pas les trois quarts des états. Lincoln ne verra pas la ratification car il est assassiné le 15 avril 1865, la ratification est obtenue le 6 décembre 1865,,,.

#### L'ère de la reconstruction

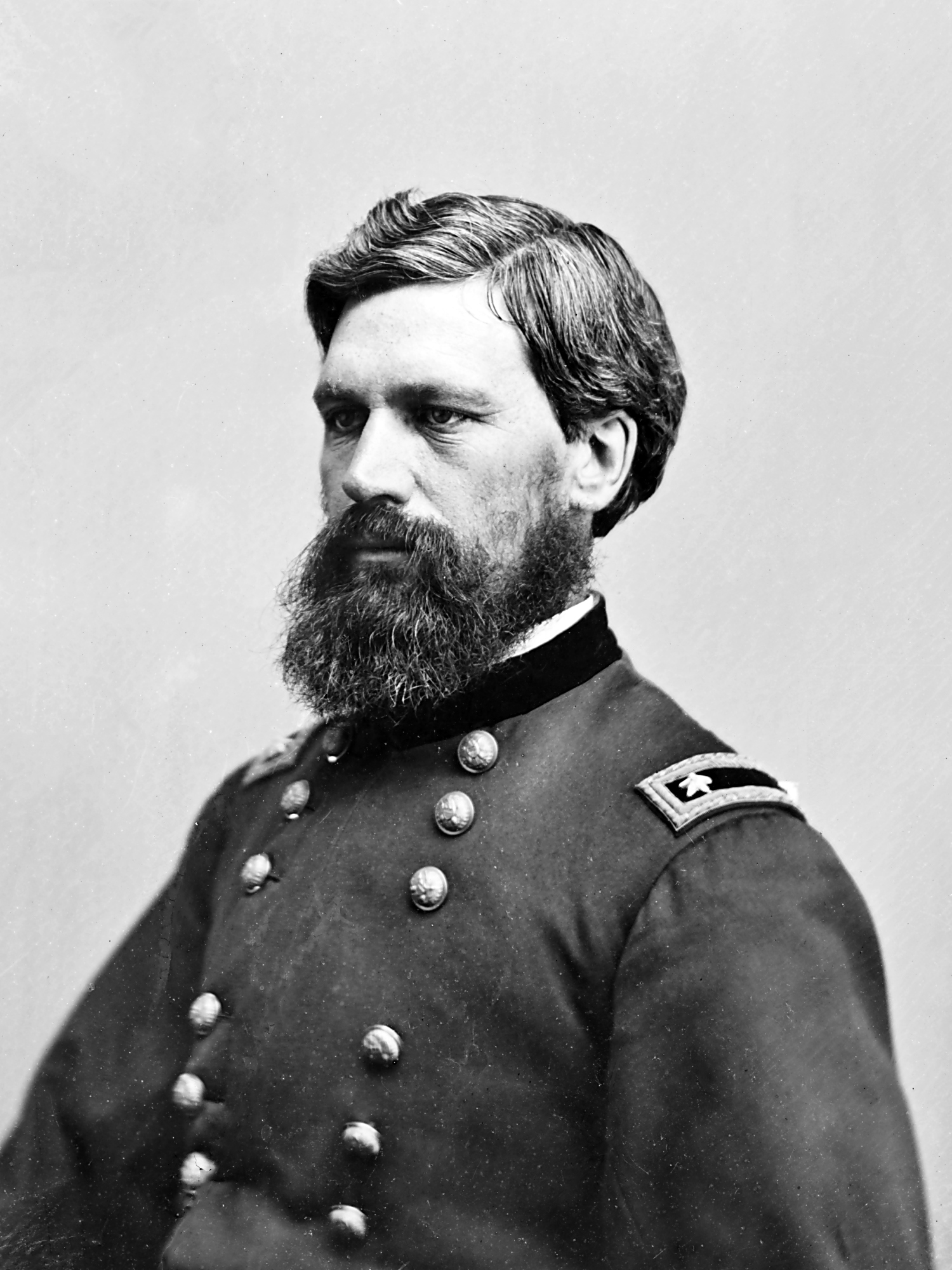
Oliver Otis Howard.

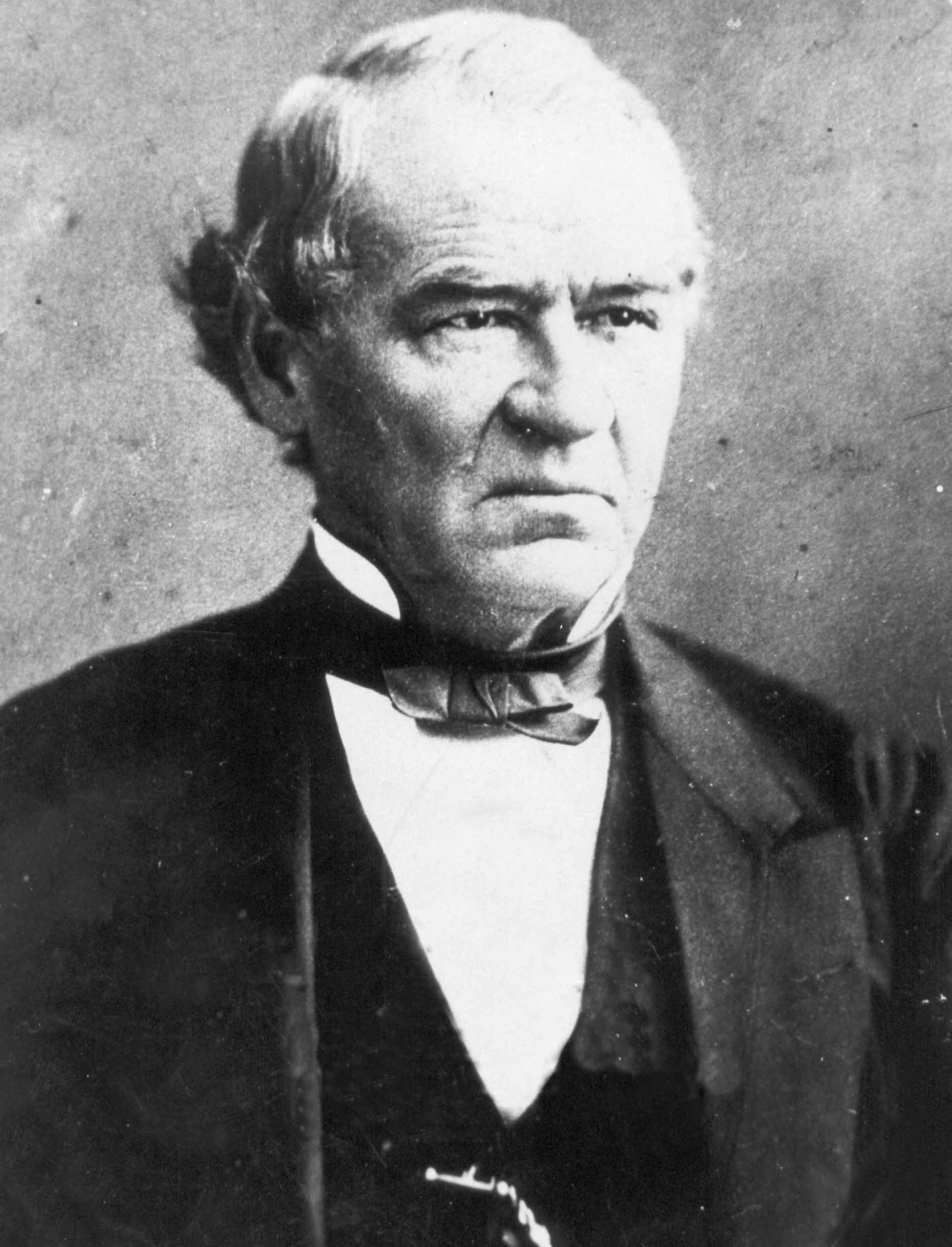
Andrew Johnson.

La reddition du Général Lee est la victoire des Afro-Américains qui vont enfin tourner la page de l'esclavage commencée il y a 250 ans. Cette défaite du Sud est aussi la victoire des sudistes conscients que leur système économique basé sur l'esclavage les menait à une récession économique et à une stérilisation culturelle et intellectuelle. Avec la fin de la guerre c'est une nouvelle ère qui s'ouvre pour les États-Unis, de nouvelles organisations sociales et économiques, l'essor de nouvelles technologie et industries. Cela commence par la reconstruction d'un Sud dévasté, ruiné qui ne peut être résolu de façon locale mais de façon fédérale, se pose également le problème de l'insertion socio-économique des quatre millions anciens esclaves, dont la majorité est illettrée. Cette nouvelle ère qui va durer de 1865 à 1877 porte le nom d'ère de la Reconstruction (Reconstruction Era),,,. En Avril 1865 Andrew Johnson succède à Abraham Lincoln, sa première tâche est mettre en place des dispositifs pour permettre une réintégration des états sécessionnistes au sein de l'Union. Il amnistie les Blancs du Sud qui récupèrent ainsi leurs droits constitutionnels. Cette amnistie ne concerne ni les riches planteurs esclavagistes, ni les leaders politiques et militaires de l'ex-Confédération. Le 3 mars 1865, sous l'impulsion du général Oliver Otis Howard, pour assurer l'insertion sociale, professionnelle et politique des anciens esclaves, est créé une agence fédérale : le Bureau des réfugiés, des affranchis et des terres abandonnées. Cette agence fournit vêtements, alimentation aux Afro-Américains, mais aussi et surtout construit plus de mille écoles à destination des Afro-Américains, dépense plus de 400 000 $ pour contribuer au développement des universités historiquement noires,,,,.

#### Les Black Codes
Dès que les sudistes acceptent leur réintégration dans l'Union, ils se posent le problème du contrôle des Afro-Américains, comment limiter leurs droits tout en respectant le XIIIe amendement. C'est ainsi que naissent de façon locale, comme le leur autorise la loi, des règlements locaux les Black Codes. Ces réglementations réduisaient fortement l'accès à l'emploi des Afro-Américains les cantonnant ceux d'ouvriers agricoles ou de domestiques, ils n'avaient ni le droit de vote, ni aucun droits civiques, n'étant pas considérés comme des citoyens. Exemple, en Caroline du Sud, les employés Afro-américains devaient se montrer dociles, silencieux, ordonnés, logés au domicile de leurs employeurs. Tout incartade pouvant être sanctionnée par la flagellation. Ils ne peuvent ester en justice contre des Blancs et encore moins être juré. Tout emploi autre que celui d'ouvrier agricole ou de domestique devait être conditionné à l'obtention d'une licence accordée par un tribunal,.

#### LeXIVeamendement

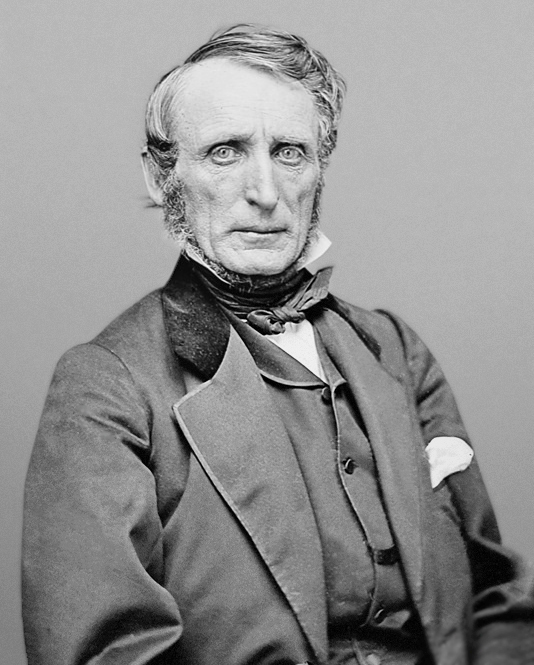
John Bingham.

Ces Black Codes ne sont qu'une adaptation des anciens Slaves Codes, les Républicains y voient un retour sournois à la situation d'avant la Guerre de sécession. De plus le XIIIe amendement n'avait pas aboli l'arrêt de la Cour suprême concernant l'affaire Scott v. Sandford qui avait jugé qu'un Afro-Américain dont les ancêtres ont été amenés aux États-Unis et vendus comme esclaves, qu'il soit réduit en esclavage ou libre, ne pouvait être un citoyen américain et ne pouvait pas exercer une action en justice devant les tribunaux fédéraux, et que le gouvernement fédéral n'avait pas le pouvoir de réglementer l'esclavage dans les territoires fédéraux acquis après la création des États-Unis,,. Pour l'abolir et permettre l'accès des Afro-Américains à la citoyenneté américaine, le sénateur de l'Illinois Lyman Trumbull présente le Civil Rights Act de 1866 qui définit la citoyenneté américaine avec les droits civiques qui y sont attachés, incluant les Afro-Américains émancipés par le XIIIe amendement et garantissant l’égalité des droits civiques pour tous. Il est adopté par le Congrès le 9 avril 1866,,,. C'est la première étape qui va conduire à l'adoption du Quatorzième amendement qui donnera l'égalité des droits civiques aux Afro-Américains et plus généralement à toute personne née ou naturalisée aux États-Unis et interdisant toute restriction à ce droit. Le représentant de l'Ohio, John Bingham dépose le projet d’amendement au mois de mars 1866,, il est principalement soutenu par Thaddeus Stevens et Charles Sumner, le XIVe amendement est adopté par le Congrès le 18 juin 1866 puis ratifié le 9 juillet 1868. Et pour éviter que les esclavagistes puissent revenir au pouvoir le XIVe amendement interdit aux anciens élus et militaires qui ont soutenu la Confédération de se présenter au Sénat ou à la Chambre des représentants ou à toute charge fédérale. Cet amendement est jugé imparfait par les républicains les plus engagés dans la cause abolitionniste car il laisse de côté le droit de vote des Afro-Américains qui fera l'objet du XVe amendement,,.

#### LeXVeamendement

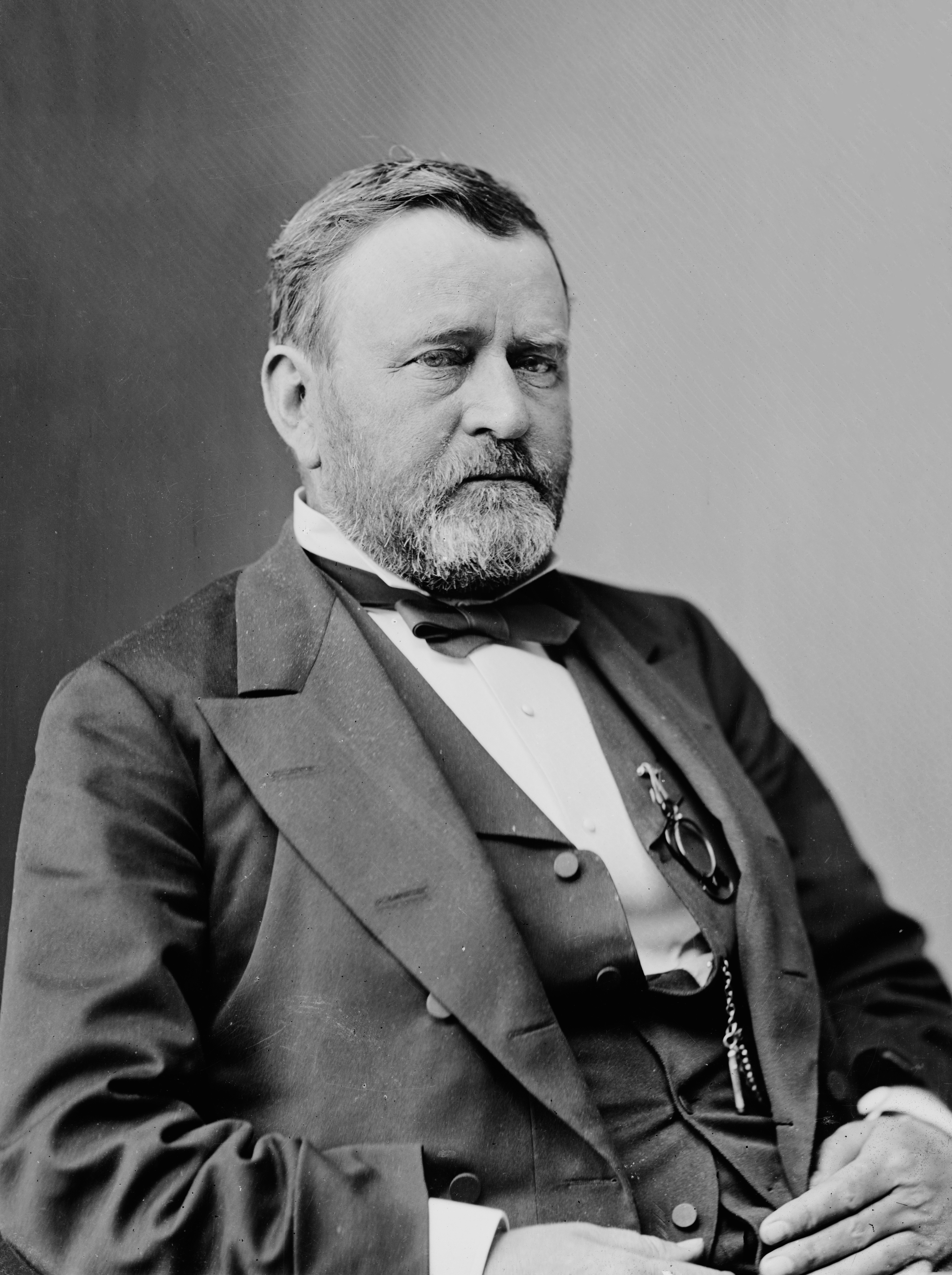
Ulysses S. Grant.

Cet amendement va s'imposer avec l'émergence du Ku Klux Klan,, qui sous la direction de Nathan Bedford Forrest,ex-général de cavalerie de l'armée confédérée et ancien marchand d'esclaves, va mener des actions terroristes contre les Afro-Américains et les Blancs qui les soutiennent de 1867 à 1871. Forrest sillonne les états du Sud pour y tenir des réunions et saboter les réunions électorales des Républicains. Chacune de ses apparitions est suivie d'une vague de violences contre les Afro-Américains. Les membres du KKK font irruption dans leurs maisons pour les fouetter ou les assassiner en les pendant aux arbres ou les brûlant vifs dans des cages. Certaines femmes enceintes sont éventrées et des hommes castrés. Les Blancs du Bureau des réfugiés qui instruisent les Afro-Américains sont également visés par le Ku Klux Klan ainsi que les carpetbaggers. On estime que lors de cette campagne présidentielle, le KKK a assassiné ou blessé plus de 2 000 personnes rien qu'en Louisiane. Au Tennessee, de juin à octobre 1867, il est fait part de vingt cinq meurtres, de quatre viols et de quatre incendies. Sous la pression de la terreur, les comtés de Giles et de Maury se sont vidés de leurs habitants afro-américains et blancs loyaux au gouvernement fédéral. Ces opérations terroristes ont un but empêcher les Afro-Américains et les Blancs loyalistes de pouvoir voter ni même de s'inscrire sur les listes électorales,,,,,,. Les actions terroristes du Klan atteignent un summum d'audace, quand le 18 mai 1870, une bande de membres du Klan font irruption dans le palais de justice du comté de Caswell, et poignardent à mort le sénateur républicain John W. Stephens pour ensuite aller molester et injurier sa famille,. D'autres élus Républicains sont assassinés : le représentant James Martin, le sénateur de la Caroline du Sud Benjamin F. Randolph, les représentants Benjamin Inge, Richard Burke.
Le 4 mars 1869, Ulysses S. Grant prend ses fonctions de Président des États-Unis. Bien décidé à en finir avec les exactions du Klan, il lance, pour parachever les Reconstruction acts, le processus qui aboutit à l'adoption du Quinzième amendement de la Constitution des États-Unis, qui garantit le droit de vote des Afro-Américains, amendement qu'il signe le 30 mars 1870 en proclamant « C'est l'événement le plus important qui soit arrivé depuis la naissance de la nation [...] c'est une révolution aussi grande que celle de 1776 », l'amendement est ratifié le 3 février 1870,,,. Parallèlement pour compléter le quinzième amendement, le 31 mai 1870, le Congrès vote le premier des Enforcement Acts, comme celui de 1870, pour protéger les Afro-Américains des violences qu'ils subissent et garantir leurs droits constitutionnels. Cette première loi interdit la discrimination pratiquée par les officiers d'état civil pour l'inscription des Afro-Américains sur les listes électorales et prévoit le recours à l'United States Marshals Service, voire à l'armée en cas de fraudes, d'intimidations physiques. Le 20 avril 1871, la loi Ku Klux Klan (The Klan Act) est votée au Congrès des États-Unis pour abolir l'organisation terroriste. Plusieurs milliers de membres du KKK sont arrêtés. La plupart sont libérés, faute de témoins, de preuves. Le Klan en tant qu'organisation active disparaît rapidement. Il est officiellement interdit en 1877,. D'autres organisations comme la White League sont alors créées par d'anciens membres du Klan. Elles continuent de mener des campagnes de lynchage et de terreur, mais elles n'ont ni l'importance et ni l'influence du Ku Klux Klan original,,. Après la période de la Reconstruction, la plupart des institutions des anciens États confédérés repassent sous le contrôle des Sudistes racistes et instaurent la ségrégation raciale par les lois Jim Crow.

#### Les lois Jim Crow

##### Un titre de loi infamant
Pour entraver les nouveaux droits des Afro-Américains les États du sud utilisent deux dispositifs, le premier est un dispositif d'intimidation par le terrorisme avec le Ku Klux Klan (KKK), l'autre légal, réglementaire : les lois Jim Crow issues des Black Codes,. Ces lois dites Jim Crow désignent les différentes lois que les états du Sud et d'autres ont mis en place pour entraver l'effectivité des droits constitutionnels des Afro-Américains. Promulguées en 1877, elles seront abolies dans la fin des années 1960 avec l'adoption de différentes lois fédérales mettant fin à la ségrégation raciale sur l'ensemble du territoire des États-Unis : le Civil Rights Act de 1964, le Voting Rights Act de 1965 et le Civil Rights Act de 1968.
Le terme Jim Crow trouve son origine dans la culture populaire américaine par une chanson de 1828, Jump Jim Crow , imitation caricaturale et raciste d'un esclave afro-américain créée par l'auteur Thomas Dartmouth « Daddy » Rice (1808–1860).

##### L'arrêtHall v. DeCuiret la légalisation de la ségrégation
Les Lois Jim Crow vont pouvoir légalement se développer grâce à un arrêt de la Cour suprême. Tout commence sur un bateau à vapeur le Governor Allen qui relie La Nouvelle Orléans dans la Louisiane à Vicksburg dans le Mississippi. Monsieur Benson, propriétaire et capitaine du bateau entre en conflit avec l'une de ses passagères madame DeCuir, une Afro-Américaine. Cette dernière, pour se reposer, désire utiliser une cabine réservée aux Blancs, Benson le lui interdit, il lui dit qu'elle doit se rendre dans la galerie des cabines réservées aux personnes de couleur. Or, cette injonction ségrégative est contraire au XIVe amendement ratifié par la Louisiane, d'autant plus que le bateau, naviguant sur le Mississippi et donc traversant plusieurs états, son règlement ne saurait dépendre des diverses lois ségrégationnistes édictées par les états traversés mais des seules décisions du Congrès de Washington. Pour savoir si la décision de la compagnie fluviale est constitutionnelle, monsieur Hall, qui reprend le litige après le décès du capitaine Benson, présente en 1870 l'affaire à la Cour suprême, c'est le cas Hall v. DeCuir. En 1877, la Cour suprême rend enfin son arrêt. Dans ses attendus, la Cour suprême constate que le Mississippi traverse des états dont certains n'ont pas ratifié le XIVe amendement, donc en toute logique, une compagnie de transport inter-états devrait se soumettre à différentes lois contradictoires, ainsi selon l'état traversé la discrimination ira jusqu'à refuser l’accès d'une personne de couleur, selon un autre ce sera la mixité et enfin dans un dernier cas la ségrégation. Devant ce qui apparaît comme une entrave à la libre circulation des entreprises de transports en commun, la Cour suprême arrête qu'à partir du moment où une compagnie de transport en commun ouvre le même service à ses clients blancs comme de couleur mais dans des compartiments, des cabines, des places séparées, cela est conforme à la Constitution. Cet arrêt ouvre la porte à la ségrégation raciale et aux différentes lois Jim Crow qui vont imposer la ségrégation non seulement dans les transports en commun (bateaux, trains, diligences, etc.) mais dans l'ensemble des espaces et des services publics comme les écoles, les restaurants, les toilettes, les hôpitaux, les églises, les bibliothèques, les manuels scolaires, les salles d'attente, les salles de spectacles, les logements, les prisons, les pompes funèbres, les cimetières, un peu partout dans le sud vont fleurir des panneaux For White Only,,,,.

## Les Literacy Tests
Les lois Jim Crow limitent l'ensemble de la vie sociale, économique et politique des Afro-Américains de leur naissance jusqu'à leur mort. En rajoutant, à la ségrégation, des restrictions aux droits à la propriété, au droit de vote, à établir son entreprise, à l'éducation, à se marier en dehors de sa « race », les interactions avec les blancs sont limités au strict nécessaire professionnel. Ces lois s'appliquent d'autant plus facilement que les juges et les forces de polices sont des Sudistes acquis aux thèses racistes et ségrégationnistes qui invalident tout recours, toute contestation. Pour éliminer le poids du vote des Afro-Américains dans les élections, quand le terrorisme du Klan ou de la White League est jugé insuffisant, dans certains comtés une taxe est créée pour avoir le droit de vote, puis se généralisent les tests pour vérifier l'aptitude intellectuelle à voter. Les questions sont d'une difficulté inhabituelle comparées à celles posées au Blancs, par exemple être capable de réciter la Constitution et ses différents amendements, ou bien les questions sont absurdes du genre « How many angels can dance on the head of a pin? » ou « How many bubbles in a soap bar? ». Seule une minorité d'Afro-Américains arrive à voter et quand elle le fait, souvent, les représailles tombent, au mieux le fouet, au pire la pendaison sommaire ou l'exécution des votants et de leur famille,,,,.

### Dénier le droit de vote des Afro-Américains
C'est dans ce contexte de rébellion des États du Sud, que ces derniers, au lendemain de la période de la Reconstruction, vont élaborer en plus des taxes de droit de vote, des épreuves de lecture et de compréhension de l'anglais pour compléter les questions vues plus haut pour empêcher les Afro-Américains de s'inscrire sur les listes électorales malgré les menaces d’intimidation de groupes terroristes blancs,. L'initiative de ces épreuves fut lancée par l'État du Mississippi qui en 1890, lance une convention pour écrire une nouvelle constitution ; les intentions sont sans ambiguïté « Nous sommes venus ici pour exclure le nègre ! », ne pouvant pas faire fi du Quinzième amendement, ils inscrivirent des mesures de restrictions au droit de vote. La nouvelle constitution impose une taxe électorale annuelle que les électeurs devaient payer pendant deux ans avant les élections, charge financière que les Afro-Américains du Mississippi ne pouvaient pas payer. À cette barrière s'ajoutent les épreuves de maîtrise de lecture et de compréhension de l'anglais, qui comprenaient des questions sur la constitution de l'État et un commentaire des réponses à exposer à l'agent de l'état-civil du comté qui traitait les inscriptions électorales et c'est l'agent, toujours blanc, qui prenait la décision finale. Ces tests ont exclu la majorité des hommes afro-américains en âge de voter (la plupart d'entre eux étaient d'anciens esclaves qui n'avaient reçu aucune instruction). Ces épreuves excluaient presque tous les hommes afro-américains car l'agent sélectionnait des passages juridiques complexes à interpréter. En revanche, l'agent greffier sélectionnait des choses simples pour les Blancs. Enfin, pour verrouiller le dispositif, le Mississippi a également adopté une clause dite du grand-père qui permettait de n'enregistrer que les personnes dont le grand-père était habilité à voter avant la guerre de Sécession, écartant de fait tous Afro-Américains dont les grands parents étaient nés esclaves. Le Mississippi a ainsi réduit le pourcentage d'hommes afro-américains inscrits sur les listes électorales de plus de 90 % pendant la reconstruction à moins de 6 % en 1892. Les autres États emboîtèrent le pas du Mississippi,,. Les effets furent spectaculaires, un exemple en Louisiane, en 1896, avant l'instauration de ces épreuves, 130 344 Afro-Américains étaient inscrits sur les listes électorales, en 1904, après la mise en place de ces épreuves seuls 1 342 Afro-Américains étaient encore inscrits sur les listes électorales.
En Louisiane le mot d'ordre était clair « si un Afro-Américain se présente aux urnes tuez le ! ».
En 1901, en suivant l'exemple du Mississippi, l'Alabama tient une convention pour rédiger une nouvelle constitution qui impose aux pauvres une taxe et des épreuves de maîtrise de lecture et de compréhension de l'anglais portant sur la compréhension de la constitution. en moins de 90 jours après l'adoption de la nouvelle constitution 125 000 des 147 000 Afro-Américains sont rayés des listes électorales.
En 1948 dans les États du Sud , 7 700 000 d'Afro-Américains n'étaient pas inscrits sur les listes électorales.
En 1958, dans les cinq comtés du nord de la Floride seuls 110 Afro-Américains sur les 16 533 qui remplissaient les conditions étaient inscrits sur les listes électorales.
En 1964, le professeur de droit constitutionnel William Van Alstyne (en) de l'Université Duke propose à 96 professeurs enseignant d'une manière ou d'une autre la Constitution de passer les épreuves telles qu'elles étaient pratiquées en Alabama, le résultat montre un taux d'échec pour 70 % des questions, donc les éliminant tous. Il fait ainsi la preuve que les questions ont été écrites intentionnellement pour dérouter le lecteur, le mettre en échec pour l'empêcher son inscription. De tous les États, c'est la Louisiane qui a rédigé les épreuves les plus discriminatoires où l’absurde côtoie la complexité,,.
En 2014, des étudiants de Harvard décident de passer ces épreuves dans le temps imparti telles qu'elles étaient pratiquées dans la Louisiane, tous ont échoué, démontrant ainsi le caractère discriminatoire de ce genre de tests et confirmant l’expérience du docteur en droit William van Alstyne.

### Élargissement des épreuves aux immigrants
En 1917, le Congrès vote l'Immigration Act of 1917 (en) qui inclut des épreuves de maîtrise de lecture et de compréhension de l'anglais pour prétendre à acquérir la nationalité américaine. Cette mesure frappe en premier lieu les personnes venant de l'Asie, en sont dispensés les fonctionnaires de gouvernement, les pasteurs, prêtres ou enseignants religieux, les missionnaires, les avocats, les médecins, les chimistes, les ingénieurs civils, les enseignants, les étudiants, les auteurs, les artistes et les personnes qui peuvent attester qu'elles fuient des persécutions religieuses,,.

### Élargissement des épreuves aux latino-américains
En 1956, des ouvriers agricoles porto-ricains travaillant dans des fermes du Connecticut se présentent pour s'inscrire sur les listes électorales, quoique citoyens américains depuis 1917, ils ne pouvaient voter qu'à Porto Rico. Le Connecticut faisait partie des douze États à encore pratiquer les épreuves de maîtrise de lecture et de compréhension de l'anglais, le Parti républicain local étend la mesure aux ressortissants de Porto Rico. L'affaire est présentée à la Cour suprême du Connecticut, les démocrates font valoir le côté raciste, mais la Cour entérine la mesure en rayant des listes électorales sept des dix Porto-Ricains candidats.

## L'abolition

### Le Civil Rights Act du 9 septembre 1957

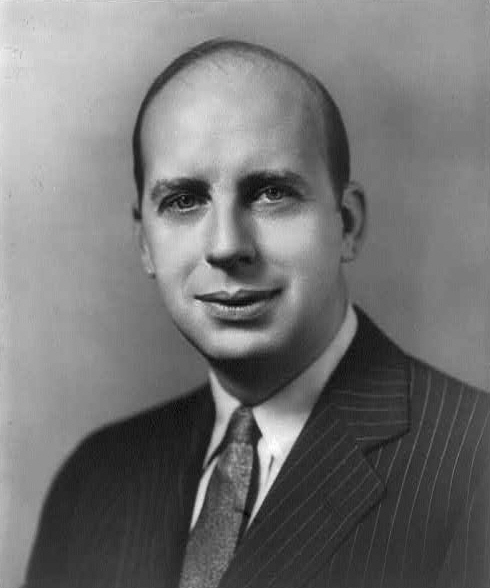
Herbert Brownell.

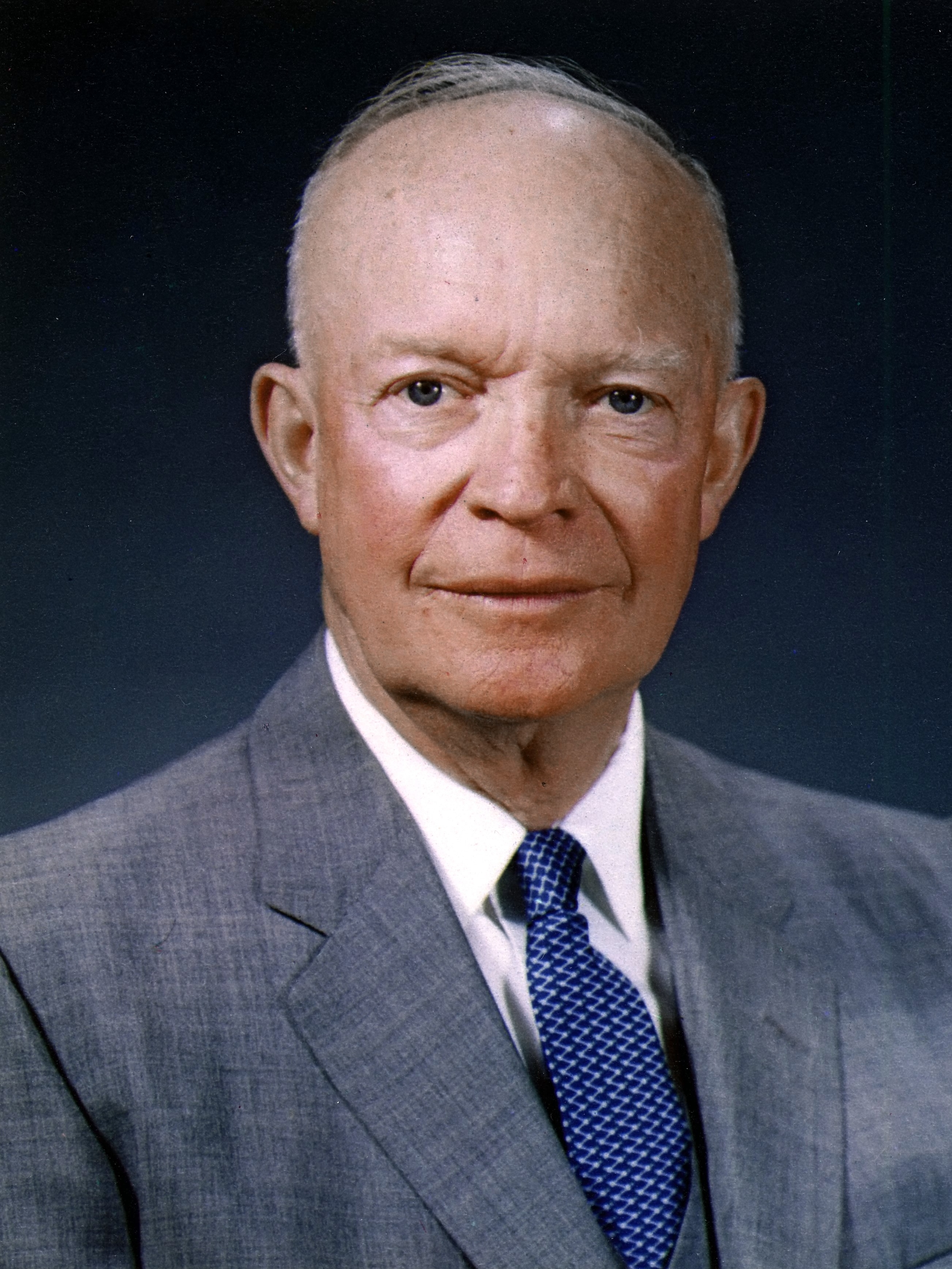
Dwight D. Eisenhower.

À la suite des arrêts Brown v. Board of Education et Browder v. Gayle, il était nécessaire que le Congrès vote une loi pour clarifier la portée de la déségrégation au niveau fédéral, de réviser l'effectivité des garanties apportées par les Quatorzième et Quinzième amendements qui avaient été largement contournés par les Lois Jim Crow et les diverses dispositions législatives mises en place depuis l'arrêt Plessy v.Ferguson autorisant la ségrégation au nom du principe « séparé mais égal ». Certes, des arrêts mettaient fin à la ségrégation scolaire et dans les transports publics et avaient vidé de toute portée l'arrêt Plessy v.Ferguson mais il demeuraient d'autres formes de ségrégation pour entraver les droits constitutionnels des Afro-Américains comme les réglementations d'inscription sur les listes électorales, de nombreux États exigeaient que les candidats passent un test de qualification des électeurs et les questions étaient conçues de telle manière que les agents des services civils puissent éliminer la plupart des Afro-Américains qui tentaient de s'y inscrire. C'est dans ce cadre que le Procureur général Herbert Brownell de l'administration du président Dwight D. Eisenhower va élaborer un projet de loi qui est adopté par la Chambre des représentants le 18 juin 1957 par 286 voix contre 126. Le principal obstacle demeurait le Sénat où le groupe des Démocrates dirigé par le sénateur Richard Brevard Russell de la Géorgie, bloquait toutes les lois en faveur de l'amélioration des droits civiques pour les Afro-Américains. Le sénateur de la Californie, William Knowland (en) président du groupe des Républicains, et le sénateur de l’Illinois, Paul Douglas Démocrate libéral, vont défendre le projet de loi, ils vont obtenir un allié du parti Démocrate avec le sénateur du Texas Lyndon B. Johnson. Ce dernier va utiliser ses capacités diplomatiques et son réseau d'influences pour faire adopter le projet de loi par le Sénat le 29 août 1957 par soixante voix contre quinze. Le président Dwight D. Eisenhower promulgue le Civil Rights Act le 9 septembre 1957 (Public Law 85-315) . Cette loi établi une Commission des droits civiques, une division des droits civiques  au ministère de la Justice et autorise le Procureur général des États-Unis à saisir un tribunal fédéral pour faire respecter et protéger le droit de vote des Afro-Américains, elle interdit les actions de toute personne ayant autorité, y compris des particuliers, visant à intimider, menacer, contraindre les Afro-Américains pour qu'ils ne s'inscrivent pas sur les listes électorales ou de les empêcher de voter comme ils l'entendent. Bien qu’incomplète soit-elle, cette loi est un premier pas pour la prohibition de la ségrégation, elle permet de faire un inventaire de l'ensemble des dispositifs réglementaires ou de contraintes physiques par des personnes ou des groupes visant à entraver les droits civiques des Afro-Américains et surtout autorise l'État fédéral à mener des actions par voie de justice et donc par la force si nécessaire pour faire observer la déségrégation. Elle sera complétée par le Civil Rights Act du 2 juillet 1964 et le Voting Rights Act du 4 août 1965 qui mettront fin à toutes les lois et réglementations ségrégatives sur l'ensemble des États-Unis,,,,.

### Le Civil Rights Act du2 juillet 1964

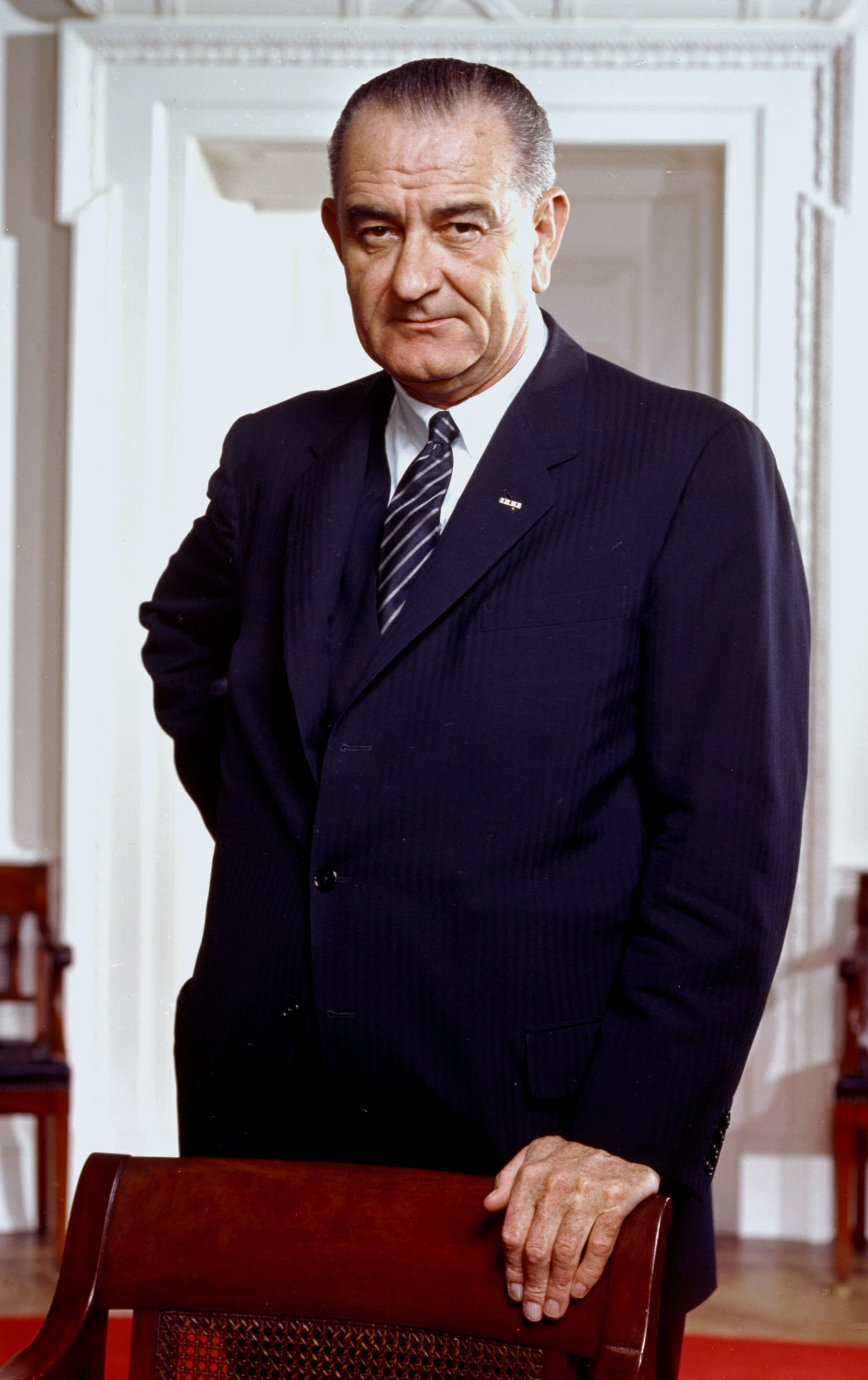
Lyndon B. Johnson.

Cette loi votée par le Congrès des États-Unis promulguée par le président des États-Unis le 2 juillet 1964, Lyndon B. Johnson, a pour objectif de mettre fin à toutes formes juridiques réglementaires de ségrégations, de discriminations reposant sur la race, la couleur, la religion, ou l’origine nationale.
L'adoption de la nouvelle loi n'allait point de soi. À la Chambre des représentants, des tentatives d'obstruction vont avoir lieu comme celle particulièrement remarquée d'Howard W. Smith (en), représentant de la Virginie qui fait l'apologie de l'esclavage en citant les auteurs antiques et qui tente de déporter les débats en introduisant un amendement qui ajouterait les discriminations envers les femmes à la liste des catégories protégées contre la discrimination en matière d'emploi. Derrière cette attitude aux allures progressiste, en fait Howard Smith avait voulu exactement le contraire. Il comptait sur ses collègues pour partager son point de vue selon lequel la discrimination fondée sur le sexe ne devait pas être prise au sérieux et que son inclusion banaliserait suffisamment le projet de loi et assurerait son échec. Le président Lyndon B. Johnson, quant à lui, s'est opposé à l'amendement sur le sexe de peur qu'il ne perturbe ce qui était déjà une coalition fragile soutenant les droits civiques. Les opposants à l'amendement qui soutenaient néanmoins le projet de loi sur les droits civiques étaient furieux. Ils ont souligné que les deux formes de discrimination étaient trop différentes pour être incluses dans la même législation. Finalement, le projet de loi a été adopté à la Chambre le 10 février 1964, par 289 voix contre 126 voix sous la référence H.R. 7152,. Cela étant fait, la loi est présentée au Sénat 26 février 1964, où il faut obtenir les deux tiers des cent voix,. Des sénateurs comme Richard Russell, Strom Thurmond, Robert Byrd, William Fulbright et Sam Ervin mènent une campagne d'obstruction qui va durer soixante jours. En face, le vice-président Hubert Humphrey travaille avec le leader de la minorité démocrate au Sénat, Everett Dirksen, sénateur de l'Illinois pour acquérir les 67 voix nécessaires pour l'adoption de l'amendement. Le 10 juin 1964 Everett Dirksen prononce un discours au Sénat, après avoir cité Victor Hugo : « Plus fort que toutes les armées est une idée dont le temps est venu », il rappelle que le Parti républicain, le parti d'Abraham Lincoln, était à l'initiative des XIIIe, XIVe et XVe amendements à l'origine de l'égalité des droits civiques. Après ce discours, un vote a lieu, l’amendement passe avec 71 voix, quatre de plus que nécessaire, puisque vingt-sept républicains avaient décidé de soutenir la loi,.
Le 2 juillet 1964 le Président Johnson peut signer le Civil Rights Act en présence de Martin Luther King et d'autres leaders du mouvement des droits civiques. Cette loi est majeure pour faire disparaitre toutes les formes juridiques de ségrégation mais elle est aussi, l'ouverture à une société inclusive qui permettra une valorisation et une reconnaissance du rôle des Afro-Américains à la culture et aux sciences dans la société américaine.

### Le Voting Rights Act du4 août 1965
Le Voting Rights Act de 1965 contient de nombreuses clauses régulant l'administration électorale. Les dispositions générales prévoient des garanties sur le droit de vote à l'échelle nationale. La section 2 est une disposition générale qui interdit à tous les États et gouvernements d'État d'imposer des lois électorales qui entraîneraient une discrimination envers une minorité, qu'elle soit raciale ou linguistique. D'autres dispositions générales proscrivent spécifiquement les tests d'alphabétisation et autres moyens historiquement utilisés pour priver les minorités de leurs droits. Le texte contient aussi des dispositions spécifiques qui ne s'appliquent qu'à certaines juridictions. Une disposition spécifique fondamentale est la section 5, qui exige un précontrôle de certaines juridictions : ces juridictions ont l'interdiction de mettre en place des modifications sur les procédures d'inscription sur les listes électorale et des modalités d'organisation des élections sans l'aval du procureur général des États-Unis ou de la cour fédérale de district de Washington, D.C. selon lequel aucun changement ne peut discriminer une minorité protégée,,,.